# 레나 (방송인)
레나(1983년 8월 30일 ~ )는 대한민국의 방송인이다.

## 학력
- 광주여자대학교 멀티미디어학과

## 출연 작품

### 방송
- 즐거운 가요 (TBS)
- 더 테스터 (온게임넷)
- LOL Night Show - 나는 캐리다 (온게임넷)
- 라이브콜쇼 러브코치 (ETN)
- 도타 2나잇 (온게임넷)
- 게임플러스 (온게임넷)
- 대배틀 The Contender (온게임넷)